# هولغر سايتس
هولغر سايتس (بالألمانية: Holger Seitz)‏ هو لاعب كرة قدم ألماني في مركز الوسط، ولد في 9 أكتوبر 1974 في زيمباخ آم إن في ألمانيا. لعب مع بايرن ميونخ ودارمشتات 98 وغرويتر فورت ونادي كارلسروه ونادي نورنبرغ.

## وصلات خارجية
- هولغر سايتس على موقع قاعدة بيانات كرة القدم.إي يو (الإنجليزية)
- هولغر سايتس على موقع بيانات كرة القدم. دي إي (الألمانية)
- هولغر سايتس على موقع عالم كرة القدم.نت (الإنجليزية)